# 熊本県道197号津留鹿本線
熊本県道197号津留鹿本線（くまもとけんどう197ごう つるかもとせん）は、熊本県山鹿市を通る一般県道である。

## 概要
一部で片側1車線が整備されているが、狭隘な区間が多い。

### 路線データ
- 起点：熊本県山鹿市津留（山鹿市金堀交差点、国道3号交点）
- 終点：熊本県山鹿市鹿本町来民（国道325号（国道443号重複区間）交点）

## 地理

### 通過する自治体
- 山鹿市

### 交差する道路
| 交差する道路             | 交差する場所 | 交差する場所            |
| ------------------------ | ------------ | ----------------------- |
| 国道3号                  | 津留         | 山鹿市金堀交差点 / 起点 |
| 熊本県道200号畑中山鹿線  | 久原         | 久原交差点              |
| 国道325号 国道443号 重複 | 鹿本町来民   | 終点                    |

### 沿線
- 不動岩
- 山鹿市立三玉小学校
- 山鹿市立来民小学校